# 장윤 (1552년)
장윤(張潤, 1552년~ 1593년 7월 27일(음력 6월 29일))은 조선 중기의 무신이다. 본관은 목천, 자는 명보(明甫)이다.

## 생애
1582년 무과 병과에 급제하여 발포 만호(鉢浦萬戶)가 되었다. 이후 관리들의 부패를 쇄신할 방책인 결백론(潔白論)을 주장했으나 그 때문에 상관의 미움을 받게 되자 스스로 벼슬에서 물러나 은둔생활을 했다.
1591년 다시 사천 현감(泗川縣監)에 임명되었다. 1592년 임진왜란이 일어나자 의병들이 일어나도록 하여 의병활동을 지원했으며 좌의병부장(左義兵副將)을 겸하게 되었다. 이후 성산(星山)과 개령(開寧)에서 일본군에게 대승을 거두고 성주성(星州城)을 탈환했다.
1593년 제2차 진주성 전투 당시 일본군이 김시민이 지킨 진주성에서의 패배를 설욕하기 위해 9만 3천의 대군을 이끌고 진주성을 공격해 오자 진주성을 지키기 위해 성으로 들어가 싸웠다. 음력 6월 28일 황진(黃進)이 죽자 성에서는 진주목사 서예원(徐禮元)에게 순성장(巡城將)을 맡게 했으나 서예원이 나약한 태도를 보이자 최경회(崔慶會)가 노하여 그의 목을 베려고 하다가 생각을 바꾸어 장윤이 이를 대신하게 하였다. 그러나 얼마 가지 못해 일본군의 총탄에 맞아 전사하였다.
이후 진주성은 왜군에 의해 함락되었다.

## 사후
병조참판에 추증되었으며, 시호는 충의(忠毅)이다. 순천 정충사(旌忠祠), 진주 창렬사(彰烈祠)에 배향되었다. 그를 기리는 문화재로 전라남도 순천시 승주읍 서평리에 세워진 장윤정려(張潤旌閭)가 1649년에 세워졌다. 장윤정려는 현재 시도기념물 제 75호로 지정되어 있다.